# Trzeciaki (Marysin)
Trzeciaki – część wsi Marysin w Polsce, położona w województwie lubelskim, w powiecie tomaszowskim, w gminie Tyszowce.
W latach 1975–1998 Trzeciaki administracyjnie należały do województwa zamojskiego.